# Branchia angustus
Branchia angustus är en spindeldjursart som beskrevs av Muma 1951. Branchia angustus ingår i släktet Branchia och familjen Ammotrechidae. Inga underarter finns listade.